# Sipáhí

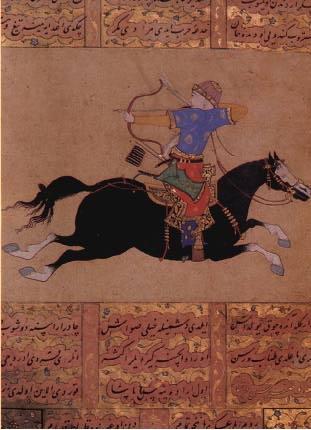
Osmanský lučištník na koni

Sipáhí (turecky Sipȃhȋ, osmanskou turečtinou: سپاهی, také přepisováno jako Spahi, Sepahi či Spakh) byl název několika osmanských jezdeckých jednotek. Forma slova Spahi byla také dávána jako titul několika jezdeckým jednotkám sloužícím francouzským a italským koloniálním armádám během 19. a 20. století.
Jméno nepochybně pochází z perského slova sepâh, což znamená armádu.

## Popis
Za sipáhíe se považují všechny jezdecké jednotky vyjma akincijů a divokých jezdeckých kmenů v osmanské armádě. Slovo bylo téměř vždy jako synonymum ke slovu jezdectvo. Sipáhíové tvořili dvě různé části jezdectva: feudální typ, územní timariští sipáhíové (timarioté) a placení, stálí kapikuluští sipáhíové, kteří tvořili jezdeckou část osmanských dvorních jednotek.

## Timariští sipáhíové

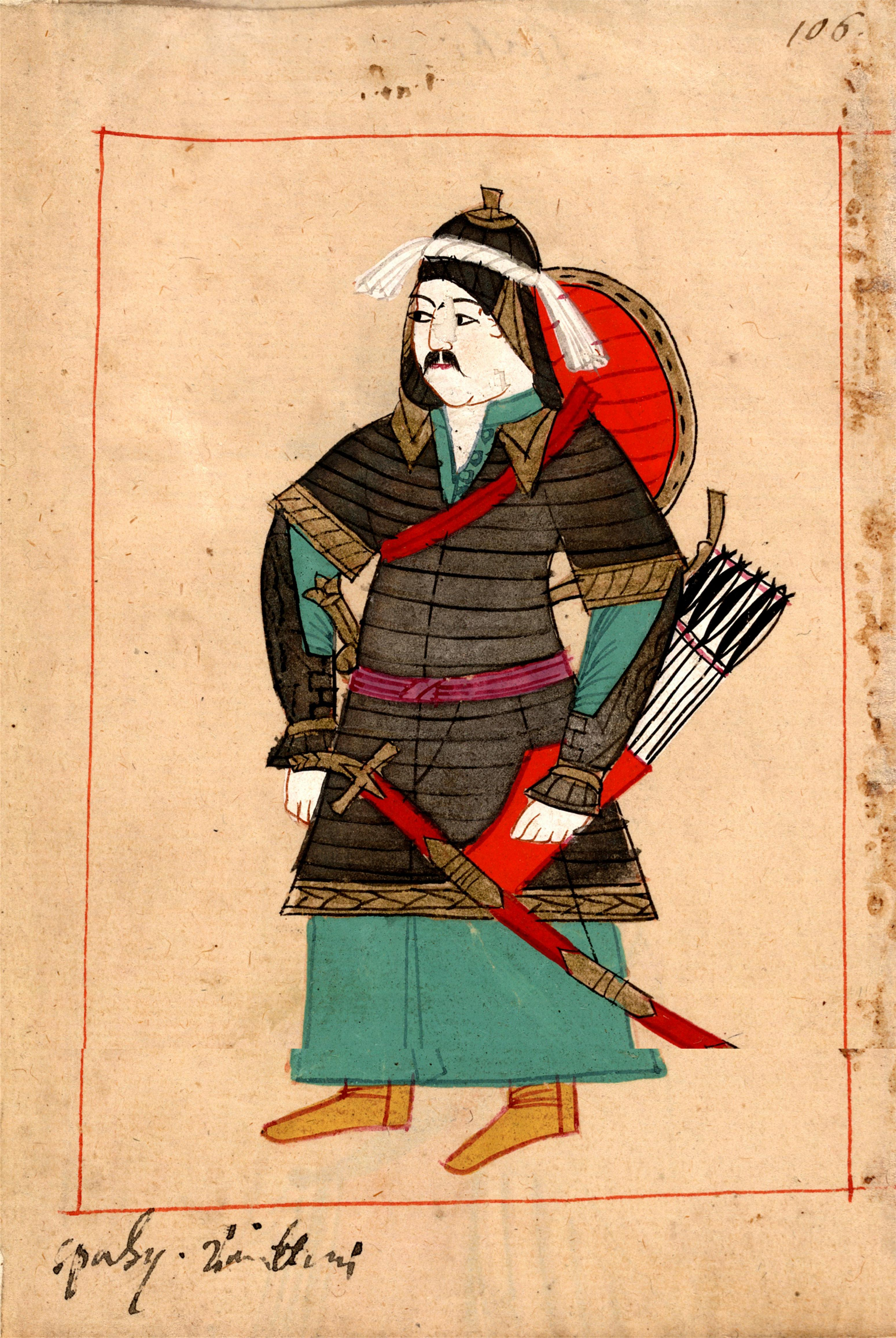
Miniatura zobrazující anatolského Timariota z doby před rokem 1657.

Timariští sipáhíové (timarioté) drželi tîmâr oprávnění vybírat na jim určeném území daně a dávky a část si jich za aktivní účast v každoroční vojenské výpravě ponechat.
V kontrastu s janičáry, timariští sipáhíové byli vždy pouze Turci. Provincie, které neměly tureckou populaci, jako například Arabský poloostrov, neměly timariské sipáhíje. Kanunname-i sipáhí (Zákoník či Kodex sipáhíjů), byl napsán v době Mehmeda II., jasně udává, že každý sipáhí (ať kapikulu či timari) musí mít turecké předky. Je zřejmé, že toto byla cesta jak oddělit dvě základní části armády (janičáry a sipáhíje) a držet je odděleně od sebe a případně rebelsky smýšlející Turky od politiky hlavního města. sipáhíové drželi kontrolu nad tureckou úřednickou elitou a šlechtou v Anatolii a na Balkáně, bez hrozby, že se v Osmanské říši vytvoří rivalská turecká dynastie. sipáhíové tak měli úřední moc ve své vlastní provincii a měli sílu armády, byli vždy rivalem pro janičáry a nikdy by s nimi nespolupracovali proti sultánově rodině.
V době války, timariští sipáhíové a jejich jebelijové – ozbrojená družina – byli shromážděni pod svými plukovními veliteli (beji). Občas byli shromážděni i s jednotkami pod provinčního velitele (sandžak-beje), a provinční velitelé pod hlavního velitele (Bejlerbej – také velitel velitelů či pán pánů). Pokud byla bitva vedena v Evropě, balkánští (Rumeli) sipáhíové vedli pravé křídlo osmanské armády pod vedením balkánského hlavního velitele (Rumeli Bejlerbej), zatímco anatolský hlavní velitel vedl levé křídlo. Jestliže byla bitva v Asii, pozice se prohodily. Takto byla vždy obě křídla poskládána z timariského jezdectva, zatímco janičáři, kapikuluští sipáhíové a dělostřelectvo byli uprostřed.
Timarioté z Anatolie a Balkánu měli různé vybavení a taktiky. Anatolijští byli vybaveni jako klasičtí lučištníci na koni. Mohli za jízdy střílet šípy dozadu i dopředu. Avšak nebylo to nomádské jezdectvo a jejich postavení bylo podobné středověké jezdecké třídě. Klasická výbava anatolijských byl též kulatý štít, turecký luk, šípy, turecký meč (kilij) a kožené či plstěné brnění. Anatolijští čas od času také nosili kopí/dřevce.
Balkánští timarioté byli oblečeni v kroužkové brnění, jeli na těžších koních a nesli kopí či dřevce. Také měli oštěpy jako metací zbraň proti dorážejícímu nepřátelskému jezdectvu. Klasickou výbavou balkánských timariotů byl kulatý štít, dřevec/kopí, meč, oštěp a kroužkové brnění zplátované na určitých místech.
Kromě tohoto byli sipáhíové z obou provincií také vybaveni teberskými a sagirskými sekerami a sesperskýmí palcáty.
Timariští sipáhíové v klasické osmanské době byli hlavní složkou armády a v boji měli hlavní podíl. Zatímco pěchota držela ve středu nehybnou linii, obě jezdecká křídla neustále dorážela na nepřítele. Taktika timariotů během bitvy spočívala v zahájení nájezdy a navázáním kontaktu s nepřátelským jezdectvem. Pluky timariotů najížděly proti slabším či izolovaným jednotkám a pokaždé, když došlo ke střetu s těžkým jezdectvem nepřítele se vrátily k hlavní části armády. Během vracení jednoho pluku, ostatní pluky sipáhíjů mohly zaútočit a narušovat nepřátelská křídla. Tímto způsobem se snažili vylákat nepřátelské jezdectvo co nejdále od podpory pěchoty, narušit soudržnost, izolovat a porazit je početní výhodou. Anatolijští sipáhíové provokovali nepřátelské jednotky šípy. Těžce vybavení balkánští sipáhíové používali oštěpy jako ochranu proti blízké nepřátelské kavalérii během taktického ústupu. Takto bojovala jezdecká křídla Osmanů okolo středu armády, který zůstával stabilně na místě.

## Kapikuluští sipáhíové

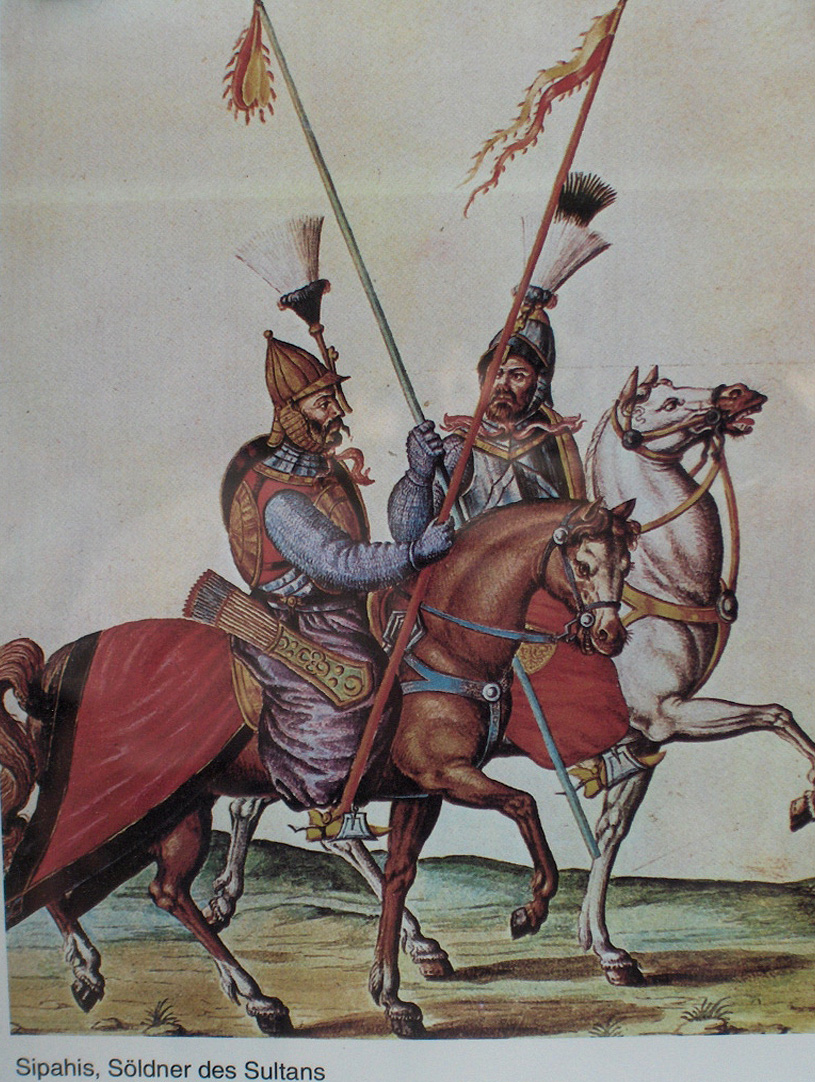
Sipáhíové v bitvě o Vídeň, 1683

Šest divizí sipáhíjů tvořilo kapikuluské jezdectvo stejně jako janičáři tvořili kapikuluskou pěchotou. Kapikulu znamená dvorní otrok. Dvorní otroci byli legálními otroky osmanského trůnu. Nebyli doslovní otroci, ovšem jejich postavení bylo jiné než u ostatních osmanských poddaných. Sultán měl moc přímo nařídit popravu otroka bez rozsudku soudu. Teoreticky sultán neměl tuto moc nad obyčejnými lidmi, ani nad nejprostšími rolníky. Ovšem pokud byl nezávislý/svobodný muž jmenován do jedné z Kapikuluských divizí, jeho postavení se automaticky změnilo na postavení otroka.
Kapikuluští sipáhíové tedy byli dvorní jezdecké jednotky osmanského paláce. A byli tedy jezdeckým ekvivalentem pro janičáry. Bylo šest divizí kapikulů: sipáhí oğul (syn sipáhího), Silahtarové, Praví Ulufecisové, Leví Ulufecisové, Praví Garipsové a Leví Garipsové. Všichni dostávali čtvrtletní plat. sipáhí uğlunové a silahtarové byli elitní oddíly. K sipáhí oğulům byli přijímáni přednostně synové sipáhíjů – osmanské "aristokracie".
Silahtarové (což znamená zbrojíři) byli vybírání z nejlepších bojovníků v celé Osmanské říši. Každý osmanský bojovník, který se nějak vyznamenal v bitvě, mohl být povýšen k Silahtarům. Většinou byli takto jmenováni pouze členové ostatních jezdeckých jednotek jako timarijští sipáhíové a méně prestižní divize kapikulů. Pěchotní vojáci se museli přihlásit na serdengecti (literárně znamená "podávající svou hlavou") a přežít sebevražednou misi, aby se mohli připojit k Silahtarské divizi. Pokud se janičár vůbec někdy stal silahtarem, ostatní členové jednotky jím pohrdali a původní jednotka janičárů ho prohlásila za zrádce. Avšak postavení a bohatství Silahtara bylo natolik atraktivní, že se janičáři a další vojáci nepřestali na tyto mise hlásit.
Velitel Silahtarské divize se nazýval silahtar aga. Byl oficiálním zbrojířem paláce a blízkým osobním služebníkem sultána, kterému mu pomáhal obléci jeho brnění. Byl také hlavní důstojník, který dohlížel na komunikaci mezi sultánem a Nejvyšším vezírem. sipáhí uğulská divize byla nejprestižnější ze všech šesti. Synové osmanské elity (synové vezírů, pašů, bejů) tradičně sloužili právě v této jednotce. sipáhí oğulům a silahtarům, byl darován tîmâr blízko Istanbulu, včetně platu. Ulufeci znamená placení a členové obou Ulufeckých divizí žádnou půdu nedostávali. Garip znamená chudý, protože jejich vybavení bylo nejhorší ze všech čtyř ostatních divizí, také dostávali výplatu.
Vybavení silahtarů, sipáhí oğulů a Ulufeckých divizí bylo kroužkové brnění, kulatý štít, meč, luk, šíp, kopí, bozdoganský palcát a sekera. Jejich vybavení bylo podobné balkánských sipáhíjům, avšak ti měli nádherné tkaniny, prominentní čepice a nosili ozdobené halapartny či kopí. Dvě Garipské divize byli vybaveny nejhůře.
V klasické bitevní formaci, kapikuluští drželi pozici jako zadní voj. Zasahovali jako záložní jezdectvo a garda pro sultána a vezíry. Jejich úloha také zahrnovala připojení se ke křídlům, která byla jinak složená výhradně z timariotů a jejich doplnění, vyžadovala-li to bitevní situace či dostali-li k tomu rozkaz.
Dvorní sipáhíové byli založeni během vlády Murada I. Byli původně rekrutováni, stejně jako janičáři, pomocí systému devširme. Za časů sultána Mehmeda II., byli vybíráni pouze z Turků, kteří vlastnili půdu na hranicích. sipáhí oğulové se stali největší divizí osmanského jezdectva. Mezi jejich povinnostmi také bylo ježdění po pravici sultána na přehlídkách a také jako jeho garda. V dřívějších časech byla Silahtarská divize na přehlídkách, později zaujala toto místo sipáhí oğulská divize. V dobách míru byli také odpovědní za vybírání daní. sipáhíové, ovšem, by neměli být zaměňováni za timarioty, kteří byli nepravidelným jezdectvem organizovaným feudálním systémem a známým jako sipáhíové hovorově. Tato dvě uskupení měla vůbec málo společného.

## Rivalita s janičáry

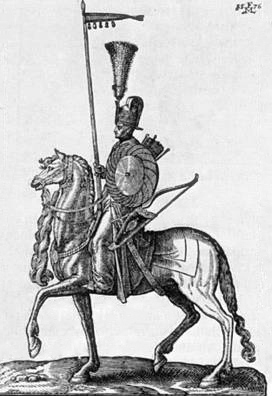
Sipáhí, ze západní rytiny v 16. století

Od doby co Kapikuluští sipáhíové byli jezdeckým regimentem, bylo uvnitř říše známo, že se považují za nadřazené nad janičáry, což byli synové křesťanských rolníků na Balkáně, privilegovaní otroci vázaní mnoha zákony a právy devširme a de facto sultánovou osobní armádou a pretoriány.

## Sipáhíové a jejich konec
Sipáhíové (ať timarijové či kapikulové), ač byli vždy přednostně vybíráni z Turků, se velmi snažili dosáhnout stejného či většího respektu uvnitř Osmanské říše než měli janičáři a jejich společenská i politická reputace závisela na chybách janičárů. Jak jisté napětí mezi oběma skupinami, tak způsob, jímž svého cíle chtěli dosáhnout, je zřejmý z tureckého pořekadla, které je užíváno v Turecku dodnes, "Atli er başkaldirmaz", což v překladu znamená "Jezdec se nebouří" a odkazuje na vzpurné janičáry a loajální sipáhíje.
V průběhu 16. století s růstem významu pěchoty na (evropských) bojištích, janičáři začali v armádě hrát důležitější roli. Sipáhíové zůstali důležitými činiteli na úřadech, v hospodářství a politice a garanty pevné disciplíny v armádě. V pozdním 17. století, sipáhíové byli, společně s jejich janičárskými rivaly, de facto vládci v prvních letech po nástupu sultána Murada IV. Roku 1826, při janičárské vzpouře, sipáhíové hráli významnou roli při rozpuštění janičárských jednotek. Sultán dostal rozhodně důležitou podporu od svého věrného sipáhíjského jezdectva, aby silou potlačil janičáry.
O dva roky později sdíleli sipáhíové podobný osud, když sultán Mahmud II. zrušil jejich privilegia a rozpustil je při zavádění modernější vojenské organizace. Na rozdíl od janičárů před nimi, se se ctí a bez krveprolití začlenili do nového osmanského jezdectva, které dodržovalo novou vojenskou formu. Staří sipáhíové mohli odejít do důchodu a ponechat si svoje statky dokud nezemřou a mladící se připojili k nové armádě jako jezdci.